# Union City (Kalifornien)
Union City ist eine Stadt im Alameda County im US-Bundesstaat Kalifornien mit 70.143 Einwohnern (Stand: 2020).
Sie liegt östlich der Bucht von San Francisco, dabei ist das Stadtgebiet 51 Quadratkilometer groß.
Die Stadt ist über den Interstate Highway 880 in nördliche und südliche Richtung angebunden, wo man in etwa einer halben Stunde Fahrzeit Oakland als auch dahinter San Francisco erreichen kann. Eine Eisenbahnanbindung besteht ebenfalls, innerhalb der Stadt verkehren auch zahlreiche Busse.
Union City entstand 1959 durch die Zusammenlegung der drei Ortschaften Alvarado, Decoto und New Haven.

## Söhne und Töchter der Stadt
- Otis Amey (* 1981), Footballspieler
- Joey Bragg (* 1996), Schauspieler
- Vicky Galindo (* 1983), Softballspielerin
- Eddie House (* 1978), Basketballspieler
- Kelli White (* 1977), Leichtathletin
- Roy Williams, Footballspieler